# Stenocercus squarrosus
Stenocercus squarrosus — вид ігуаноподібних ящірок родини Tropiduridae. Ендемік Бразилії.

## Поширення і екологія
Stenocercus squarrosus відомі з кількох місцевостей, розташованих в штатах Піауї і Сеара на північному сході Бразилії. Вони живуть в перехідній зоні меж серрадо і каатінгою, зокрема в національних парках Серра-дас-Конфузойнс і Серра-да-Капівара та на плато Чапада-ду-Араріпе.